# Björntjärnen (Arjeplogs socken, Lappland)
Björntjärnen är en sjö i Arjeplogs kommun i Lappland och ingår i Skellefteälvens huvudavrinningsområde.